# Fleischmanniopsis
Fleischmanniopsis, rod  glavočika iz podtribusa Critoniinae, dio tribusa Eupatorieae .

## Opis
Fleischmanniopsis je mali rod višegodišnjih biljaka iz Meksika i Srednje Amerike koji bi zbog svojih 5-rebrastih cipsela i papusa od čekinja bio uključen u tradicionalno široko područje Eupatorium. Rod karakteriziraju preklapajuće brakteje, relativno malo cvjetnih (5-10) glavica, nasuprotni listovi s peteljkama bez žlijezda ispod sjedećih dijelova i goli stilovi s granama koje su naglo lopatičaste na vrhovima.

## Vrste
1. Fleischmanniopsis anomalochaeta R.M.King & H.Rob.
2. Fleischmanniopsis langmaniae R.M.King & H.Rob.
3. Fleischmanniopsis leucocephala (Benth.) R.M.King & H.Rob.
4. Fleischmanniopsis nubigenoides (B.L.Rob.) R.M.King & H.Rob.